# Scotophilus borbonicus
Scotophilus borbonicus är en fladdermusart som först beskrevs av E. Geoffroy 1803.  Scotophilus borbonicus ingår i släktet Scotophilus och familjen läderlappar. IUCN kategoriserar arten globalt som otillräckligt studerad. Inga underarter finns listade i Catalogue of Life.
Denna fladdermus blev beskriven efter en individ som hittades på La Réunion. Populationen på ön är troligen utdöd. 1868 upptäcktes arten på Madagaskar. Senare hittades inga fler individer men arten finns kanske kvar på Madagaskar.
Det kända exemplaret som förvaras i ett museum har 51 mm långa underarmar. Pälsen på ovansidan har en rödbrun färg och undersidan är vitaktig. På La Réunion registrerades läten av fladdermöss som används för ekolokaliseringen. Läten med liknande frekvens används av andra arter av släktet Scotophilus.